# Dievenketting

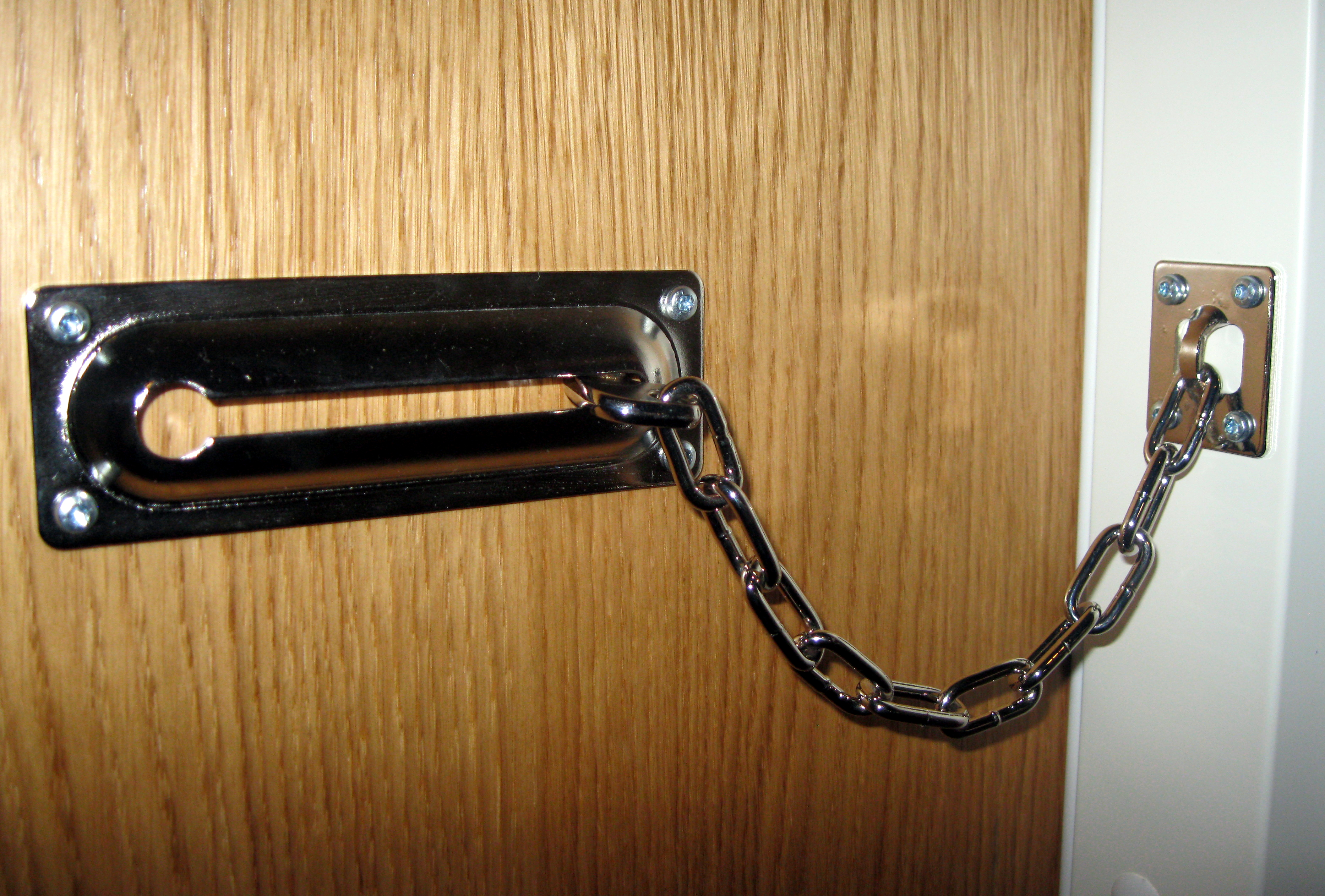
Een dievenketting met een horizontaal bevestigde rail

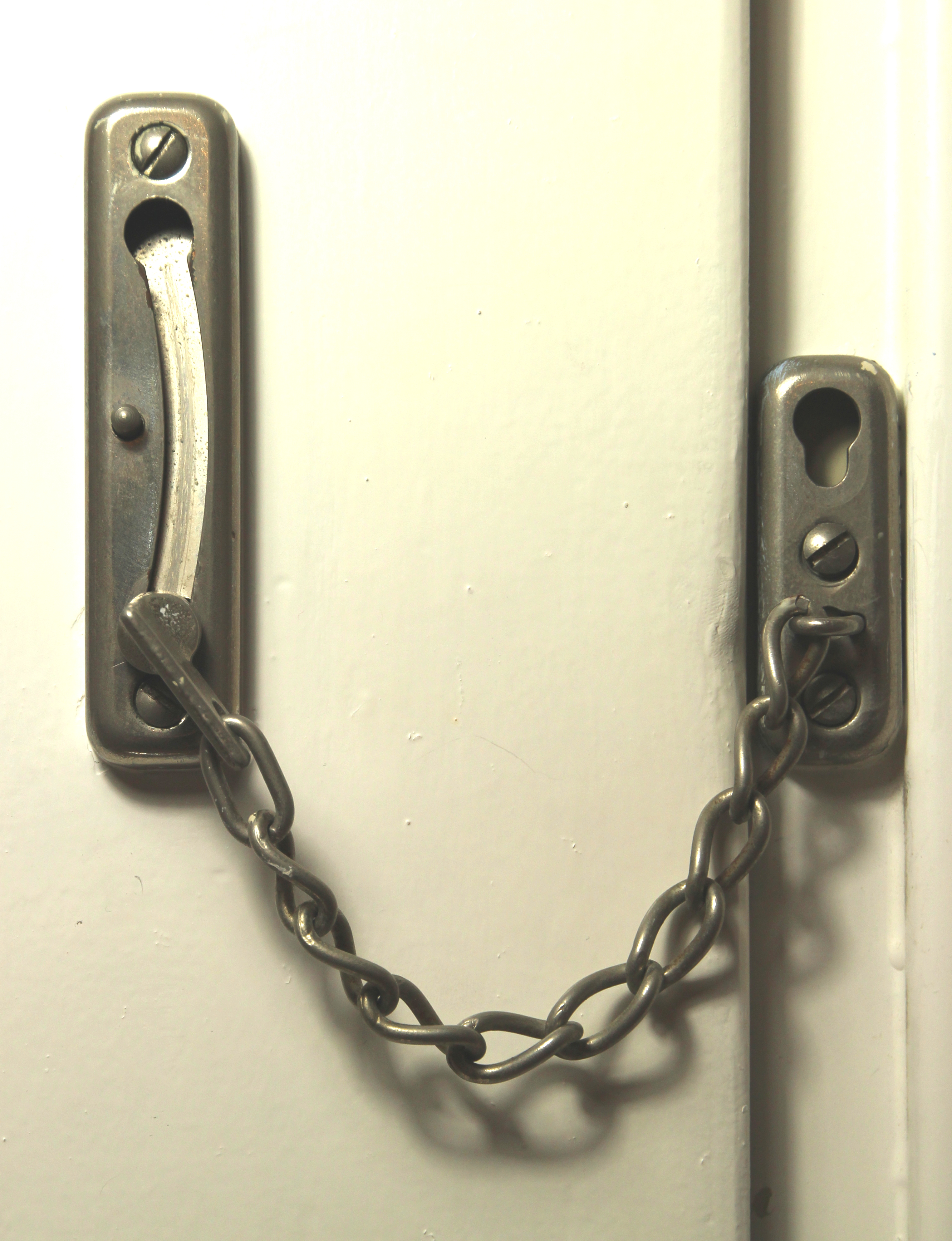
Een dievenketting met een verticaal bevestigde rail

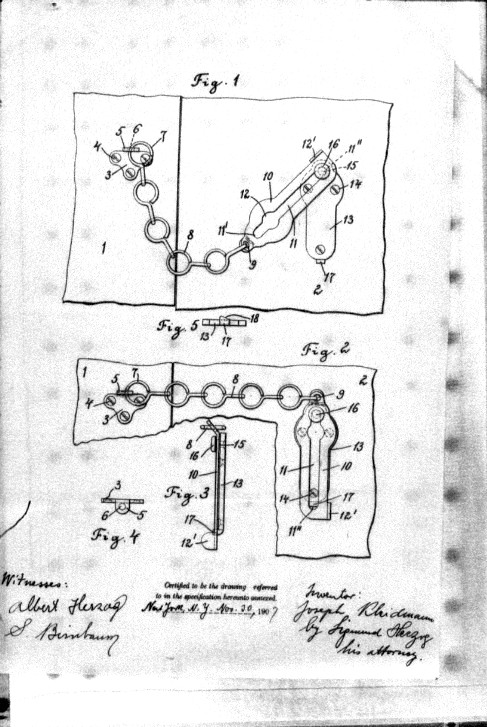
Canadees patent van een dievenketting uit 1907

Een dievenketting, ook wel deurketting genoemd, is een korte ketting die aan het kozijn van een deur wordt bevestigd, en waarvan het andere uiteinde middels een knopje kan worden gehaakt in een horizontaal of verticaal bevestigde rail die aan de deur is bevestigd.

## Doel
Het doel van een dievenketting is veiligheid: als men de deur opendoet, kan deze niet verder open dan een smalle spleet, groot genoeg om iemand die aan de andere kant van de deur staat te woord te kunnen staan of om iets kleins te kunnen aannemen of aanreiken, maar te klein om een grijpende hand of een hele persoon door te laten.

## Kenmerken
De ketting kan vanaf de binnenzijde alleen worden losgemaakt als de deur geheel gesloten is. Pas in tweede instantie kan de deur helemaal geopend worden. Zo kan eerst worden nagegaan of de bezoeker die buiten aan de deur staat, geen kwade bedoelingen heeft, en pas als duidelijk is wat de bezoeker komt doen dan wordt de deur echt geopend.
De meeste dievenkettingen zijn in de regel vrij eenvoudig uit het kozijn los te rukken of door te knippen.

## Alternatief
Een kierstandhouder is een moderner en eenvoudiger te bedienen alternatief voor de dievenketting.